# San Martins Orden
San Martins Orden (Spansk: Orden del Libertador General San Martín) er den højeste udmærkelse der kan tildeles i Argentina.
Den blev indstiftet ved dekret nr. 16'628 af 17. december 1957. 
Ordenen er pkaldt efter general José de San Martín, som anses for landsfader og befrier.

## Ordensklasser
Ordnen findes i 5 klasser:
| Dansk Klasse | Spansk Klasse | Ordensbånd       |
| ------------ | ------------- | ---------------- |
| Kæde         | Collar        | Bæres kun i Kæde |
| Stor Kors    | Gran Cruz     |                  |
| Stor Officer | Gran Oficial  |                  |
| Kommandør    | Comandante    |                  |
| Officer      | Oficial       |                  |
| Ridder       | Caballero     |                  |